# Ammophila (insecte)
Ammophila és un gènere d'himenòpters de la família dels esfècids. Són solitaris, aculeats, d'uns 2 centímetres de llargada i de color negrós, propis de les zones de clima tropical. A Europa viu l'ammòfila de la sorra (A. sabulosa), que captura erugues de lepidòpters i les immobilitza picant-les amb el seu fibló verinós, però sense matar-les. Les transporta al seu cau, fet a terra, i diposita un ou sobre cada eruga, que constituirà un aliment fresc per a la larva de l'ammòfila quan surti de l'ou.
Són insectes semblant a les vespes. És particularment conegut per l'ús d'una pedra celebrades entre les seves mandíbules per piconar la terra. Així és una de les poques vespes que s'han observat utilitzant eines. Segons ETIS aquest gènere conté més de 200 espècies.

## Llista d'espècies

### A Europa
- Ammophila albotomentosa (Morice, 1900)
- Ammophila campestris (Latreille, 1809)
- Ammophila gracillima (Taschenberg, 1869)
- Ammophila heydeni (Dahlbom, 1845)
- Ammophila hungarica (Mocsáry, 1883)
- Ammophila laevicollis (Ed. André, 1886)
- Ammophila leclercqi (Menke, 1964)
- Ammophila modesta (Mocsáry, 1883)
- Ammophila nasuta (Lepeletier, 1845)
- Ammophila occipitalis (F. Morawitz, 1890)
- Ammophila pubescens (Curtis, 1836)
- Ammophila sabulosa (Linnaeus, 1758)
- Ammophila sareptana (Kohl, 1884)
- Ammophila striata (Mocsáry, 1878)
- Ammophila terminata (F. Smith, 1856)

### Al món
- Ammophila aberti (Haldeman, 1852)
- Ammophila acuta (Fernald, 1934)
- Ammophila adelpha (Kohl, 1901)
- Ammophila aellos (Menke, 1966)
- Ammophila afghanica (Balthasar, 1957)
- Ammophila albotomentosa (Morice, 1900)
- Ammophila altigena (Gussakovskij, 1930)
- Ammophila aphrodite (Menke, 1964)
- Ammophila apicalis (Guérin-Méneville, 1835)
- Ammophila arabica (W.F. Kirby, 1900)
- Ammophila ardens (F. Smith, 1868)
- Ammophila areolata (Walker, 1871)
- Ammophila argyrocephala (Arnold, 1951)
- Ammophila arnaudi (Tsuneki, 1976)
- Ammophila arvensis (Lepeletier, 1845)
- Ammophila asiatica (Tsuneki, 1971)
- Ammophila assimilis (Kohl, 1901)
- Ammophila atripes (F. Smith, 1852)
- Ammophila aucella (Menke, 1966)
- Ammophila aurifera (R. Turner, 1908)
- Ammophila azteca (Cameron, 1888)
- Ammophila barbara (Lepeletier, 1845)
- Ammophila barbarorum (Arnold, 1951)
- Ammophila basalis (F. Smith, 1856)
- Ammophila bechuana (R. Turner, 1929)
- Ammophila bella (Menke, 1966)
- Ammophila bellula (Menke, 1964)
- Ammophila beniniensis (Palisot, 1806)
- Ammophila boharti (Menke, 1964)
- Ammophila bonaespei (Lepeletier, 1845)
- Ammophila borealis (Li and C. Yang, 1990)
- Ammophila braunsi (R. Turner, 1919)
- Ammophila breviceps (F. Smith, 1856)
- Ammophila brevipennis (Bingham, 1897)
- Ammophila californica (Menke, 1964)
- Ammophila calva (Arnold, 1920)
- Ammophila campestris (Latreille, 1809)
- Ammophila caprella (Arnold, 1951)
- Ammophila cellularis (Gussakovskij, 1930)
- Ammophila centralis (Cameron, 1888)
- Ammophila clavus (Fabricius, 1775)
- Ammophila cleopatra (Menke, 1964)
- Ammophila clypeola (Li and C. Yang, 1990)
- Ammophila coachella (Menke, 1966)
- Ammophila conditor (F. Smith, 1856)
- Ammophila confusa (A. Costa, 1864)
- Ammophila conifera (Arnold, 1920)
- Ammophila cora (Cameron, 1888)
- Ammophila coronata (A. Costa, 1864)
- Ammophila crassifemoralis (R. Turner, 1919)
- Ammophila cybele (Menke, 1970)
- Ammophila dantoni (Roth in Nadig, 1933)
- Ammophila dejecta (Cameron, 1888)
- Ammophila dentigera (Gussakovskij, 1928)
- Ammophila deserticola (Tsuneki, 1971)
- Ammophila djaouak (de Beaumont, 1956)
- Ammophila dolichocephala (Cameron, 1910)
- Ammophila dolichodera (Kohl, 1884)
- Ammophila dubia (Kohl, 1901)
- Ammophila dysmica (Menke, 1966)
- Ammophila elongata (Fischer, 1843)
- Ammophila erminea (Kohl, 1901)
- Ammophila evansi (Menke, 1964)
- Ammophila exsecta (Kohl, 1906)
- Ammophila extremitata (Cresson, 1865)
- Ammophila eyrensis (R. Turner, 1908)
- Ammophila femurrubra (W. Fox, 1894)
- Ammophila fernaldi (Murray, 1938)
- Ammophila ferrugineipes (Lepeletier, 1845)
- Ammophila ferruginosa (Cresson, 1865)
- Ammophila filata (Walker, 1871)
- Ammophila formicoides (Menke, 1964)
- Ammophila formosensis (Tsuneki, 1971)
- Ammophila ganquana (Yang and Li, 1989)
- Ammophila gaumeri (Cameron, 1888)
- Ammophila globifrontalis (Li and Ch. Yang, 1995)
- Ammophila gracilis (Lepeletier, 1845)
- Ammophila gracillima (Taschenberg, 1869)
- Ammophila guichardi (de Beaumont, 1956)
- Ammophila haimatosoma (Kohl, 1884)
- Ammophila harti (Fernald, 1931)
- Ammophila hemilauta (Kohl, 1906)
- Ammophila hermosa (Menke, 1966)
- Ammophila heteroclypeola (Li and Xue, 1998)
- Ammophila hevans (Menke, 2004)
- Ammophila heydeni (Dahlbom, 1845)
- Ammophila holosericea (Fabricius, 1793)
- Ammophila honorei (Alfieri, 1946)
- Ammophila horni (von Schulthess, 1927)
- Ammophila hungarica (Mocsáry, 1883)
- Ammophila hurdi (Menke, 1964)
- Ammophila iliensis (Kazenas, 2001)
- Ammophila imitator (Menke, 1966)
- Ammophila induta (Kohl, 1901)
- Ammophila infesta (F. Smith, 1873)
- Ammophila insignis (F. Smith, 1856)
- Ammophila insolata (F. Smith, 1858)
- Ammophila instabilis (F. Smith, 1856)
- Ammophila juncea (Cresson, 1865)
- Ammophila kalaharica (Arnold, 1935)
- Ammophila karenae (Menke, 1964)
- Ammophila kennedyi (Murray, 1938)
- Ammophila koppenfelsii (Taschenberg, 1880)
- Ammophila laeviceps (F. Smith, 1873)
- Ammophila laevicollis (Ed. André, 1886)
- Ammophila laevigata (F. Smith, 1856)
- Ammophila lampei (Strand, 1910)
- Ammophila laticeps (Arnold, 1928)
- Ammophila lativalvis (Gussakovskij, 1928)
- Ammophila leclercqi (Menke, 1964)
- Ammophila leoparda (Fernald, 1934)
- Ammophila macra (Cresson, 1865)
- Ammophila marshi (Menke, 1964)
- Ammophila mcclayi (Menke, 1964)
- Ammophila mediata (Cresson, 1865)
- Ammophila menghaiana (Li and Ch. Yang, 1989)
- Ammophila meridionalis (Kazenas, 1980)
- Ammophila mescalero (Menke, 1966)
- Ammophila mimica (Menke, 1966)
- Ammophila mitlaensis (Alfieri, 1961)
- Ammophila modesta (Mocsáry, 1883)
- Ammophila moenkopi (Menke, 1967)
- Ammophila monachi (Menke, 1966)
- Ammophila mongolensis (Tsuneki, 1971)
- Ammophila murrayi (Menke, 1964)
- Ammophila nancy (Menke, 2007)
- Ammophila nasalis (Provancher, 1895)
- Ammophila nasuta (Lepeletier, 1845)
- Ammophila nearctica (Kohl, 1889)
- Ammophila nefertiti (Menke, 1964)
- Ammophila nigricans (Dahlbom, 1843)
- Ammophila nitida (Fischer de Waldheim, 1834)
- Ammophila novita (Fernald, 1934)
- Ammophila obliquestriolae (Yang and Li, 1989)
- Ammophila obscura (Bischoff, 1912)
- Ammophila occipitalis (F. Morawitz, 1890)
- Ammophila pachythoracalis (Yang and Li, 1989)
- Ammophila parapolita (Fernald, 1934)
- Ammophila parkeri (Menke, 1964)
- Ammophila peckhami (Fernald, 1934)
- Ammophila peringueyi (Arnold, 1928)
- Ammophila philomela (Nurse, 1903)
- Ammophila picipes (Cameron, 1888)
- Ammophila pictipennis (Walsh, 1869)
- Ammophila pilimarginata (Cameron, 1912)
- Ammophila placida (F. Smith, 1856)
- Ammophila planicollaris (Li and C. Yang, 1990)
- Ammophila platensis (Brèthes, 1909)
- Ammophila poecilocnemis (Morice, 1900)
- Ammophila polita (Cresson, 1865)
- Ammophila procera (Dahlbom, 1843)
- Ammophila producticollis (Morice, 1900)
- Ammophila proxima (F. Smith, 1856)
- Ammophila pruinosa (Cresson, 1865)
- Ammophila pseudoheydeni (Li and He, 2000)
- Ammophila pseudonasuta (Bytinski-Salz, 1955)
- Ammophila pubescens (Curtis, 1836)
- Ammophila pulawskii (Tsuneki, 1971)
- Ammophila punctata (F. Smith, 1856)
- Ammophila punctaticeps (Arnold, 1920)
- Ammophila punti (Guichard, 1988)
- Ammophila regina (Menke, 1964)
- Ammophila roborovskyi (Kohl, 1906)
- Ammophila rubigegen (Li and C. Yang, 1990)
- Ammophila rubiginosa (Lepeletier, 1845)
- Ammophila rubripes (Spinola, 1839)
- Ammophila ruficollis (F. Morawitz, 1890)
- Ammophila ruficosta (Spinola, 1851)
- Ammophila rufipes (Guérin-Méneville, 1831)
- Ammophila rugicollis (Gussakovskij, 1930)
- Ammophila sabulosa (Linnaeus, 1758)
- Ammophila sarekandana (Balthasar, 1957)
- Ammophila sareptana (Kohl, 1884)
- Ammophila saussurei (du Buysson, 1897)
- Ammophila separanda (F. Morawitz, 1891)
- Ammophila shoshone (Menke, 1967)
- Ammophila sickmanni (Kohl, 1901)
- Ammophila silvestris (Kirkbride, 1982)
- Ammophila sinensis (Sickmann, 1894)
- Ammophila sjoestedti (Gussakovskij, 1934)
- Ammophila smithii (F. Smith, 1856)
- Ammophila stangei (Menke, 1964)
- Ammophila strenua (Cresson, 1865)
- Ammophila striata (Mocsáry, 1878)
- Ammophila strumosa (Kohl, 1906)
- Ammophila subassimilis (Strand, 1913)
- Ammophila tekkensis (Gussakovskij, 1930)
- Ammophila terminata (F. Smith, 1856)
- Ammophila tsunekii (Menke, 1976)
- Ammophila tuberculiscutis (Turner, 1919)
- Ammophila tyrannica (Cameron, 1890)
- Ammophila unita (Menke, 1966)
- Ammophila untumoris (Yang and Li, 1989)
- Ammophila urnaria (Dahlbom, 1843)
- Ammophila varipes (Cresson, 1865)
- Ammophila vetuberosa (Li et al., 1994)
- Ammophila vulcania (du Buysson, 1897)
- Ammophila wahlbergi (Dahlbom, 1845)
- Ammophila wrightii (Cresson, 1868)
- Ammophila xinjiangana (Li and C. Yang, 1989)
- Ammophila zanthoptera (Cameron, 1888)